# Очисні виробки

Очисний комбайн у комплексно-механізованій лаві

Очисні́ ви́робки (ви́бої) — виробки, в яких безпосередньо видобувається корисна копалина. Частіше вживається термін «очисний вибій».

## Загальний опис
Очисні виробки у процесі виймання корисної копалини безперервно чи періодично переміщуються у просторі. Розрізняють довгі та короткі очисні виробки. До довгих відносять лави та смуги, до коротких — камери та заходки.
Кожний очисний вибій обслуговується підготовчими виробками, що призначені для транспорту, вентиляції, пересування людей та інших цілей.
У вугільній промисловості України й у всіх європейських вугледобувних країнах застосовуються в осн. стовпова і суцільна система розробки з довгими вибоями. У вугільній промисловості США, Австралії широко застосовуються камерні і камерно-стовпові системи розробки з короткими О.в. (короткими вибоями).

## СТЕЛЕУСТУПНИЙ ОЧИСНИЙ ВИБІЙ
Див. докладніше Стелеуступний очисний вибій
- 1. При розробці рудних родовищ — вибій уступної форми, розташований над виробленим простором. Загальний напрямок очисного виймання (виїмки) в блоці (виїмковому полі) — згори вниз або знизу вгору, а кожного уступу — за простяганням. Виїмка нижніх уступів випереджає виїмку верхніх.
- 2. При розробці вугільних родовищ — вибій уступної форми, в якому кожний уступ, в тому числі і магазинний, знаходиться спереду по відношенню до будь-якого розташованого вище.

Для надання вибою стелеуступної форми уступи вводять в роботу послідовно знизу до верху. Цей процес має назву розтин (розгін) уступів і починається від розрізної печі. Спочатку за допомогою відбійних молотків ведеться виїмка вугілля в самому нижньому уступі, а при посуванні його за простяганням пласта на 2–3 кроки встановлення кріплення (1,8 або 2,7 м) відбійку починають в другому уступі не припиняючи її на першому. При посуванні другого уступу на вказану відстань вводять в роботу третій і так далі, поки не будуть готові всі уступи лави. Висота робочого уступу визначається, виходячи з умови виконання норм виробки на відбій вугілля і кріплення привибійного простору або за витратами часу на виконання цих операцій. Найчастіше вона знаходиться в межах 12–16 м (приймається кратною ширині рами привибійного кріплення — 2 м), але може відхилятися як в меншу, так і в більшу сторону. Величина випередження між уступами залежить від їх висоти і зазвичай дорівнює 2–4 крокам встановлення рам кріплення за простяганням (1,8; 2,7 або 3,6 м).

## СУЦІЛЬНИЙ ОЧИСНИЙ ВИБІЙ
Довгий очисний вибій, що має на початку кожного циклу прямолінійну форму. Крім суцільних, розрізняють також стеле- та підошвоуступні довгі очисні вибої.